# Timorim
Timorim (hebrejsky תִּמּוֹרִים, v oficiálním přepisu do angličtiny Timmorim) je vesnice typu mošav v Izraeli, v Jižním distriktu, v Oblastní radě Be'er Tuvja.

## Geografie
Leží v nadmořské výšce 80 metrů v pobřežní nížině, v regionu Šefela.
Obec se nachází 15 kilometrů od břehu Středozemního moře, cca 40 kilometrů jižně od centra Tel Avivu, cca 45 kilometrů jihozápadně od historického jádra Jeruzalému a 2 kilometry jihovýchodně od Kirjat Mal'achi. Timorim obývají Židé, přičemž osídlení v tomto regionu je etnicky převážně židovské.
Timorim je na dopravní síť napojen pomocí dálnice číslo 40.

## Dějiny
Timorim byl založen v roce 1954. Šlo o součást osidlovací vlny, která následovala po válce za nezávislost v roce 1948, kdy region ovládla izraelská armáda a kdy došlo k vysídlení většiny zdejší arabské populace.
Zakladatelská osadnická skupina původně zbudovala roku 1947 vesnici Timorim v Dolní Galileji na severu dnešního Izraele, poblíž archeologické lokality Tel Šimron a nynější vesnice Timrat. Tvořili ji Židé z jižní Afriky a z Egypta. Roku 1954 se ale osadníci přesunuli do jižní části Izraele, do nynější lokality (původní prostor v Galileji pak později obsadila obec Timrat). Na vzniku osady se podíleli členové mládežnického hnutí ha-No'ar ha-cijoni.
Místní ekonomika je založena na zemědělství. Na přelomu 20. a 21. století prošla vesnice stavebním rozšířením o nový rezidenční distrikt určený pro mladou generaci usedlíků z Timorim.
Jméno vesnice je inspirováno citátem z biblické Druhé knihy kronik 3,5 - „Velkou síň obložil cypřišovým dřevem a to pokryl výborným zlatem, na němž dal zhotovit palmy a řetízkové ozdoby“

## Demografie
Podle údajů z roku 2014 tvořili naprostou většinu obyvatel v Timorim Židé (včetně statistické kategorie "ostatní", která zahrnuje nearabské obyvatele židovského původu ale bez formální příslušnosti k židovskému náboženství).
Jde o menší obec vesnického typu s dlouhodobě rostoucí populací. K 31. prosinci 2014 zde žilo 772 lidí. Během roku 2014 populace klesla o 2,2 %.
| Rok            | 1961 | 1972 | 1983 | 1995 | 2001 | 2003 | 2004 | 2005 | 2006 | 2007 | 2008 | 2009 | 2010 | 2011 | 2012 | 2013 | 2014 |
| -------------- | ---- | ---- | ---- | ---- | ---- | ---- | ---- | ---- | ---- | ---- | ---- | ---- | ---- | ---- | ---- | ---- | ---- |
| Počet obyvatel | 189  | 255  | 297  | 362  | 585  | 631  | 644  | 676  | 710  | 759  | 782  | 791  | 781  | 821  | 803  | 789  | 772  |